# Iglesia de San Estanislao (San Petersburgo)
La iglesia de San Estanislao (en ruso: Храм Святого Станислава) es una iglesia católica de estilo neoclásico en San Petersburgo al noroeste de Rusia.
La iglesia fue construida por el obispo Stanislas Bohucz-Striestrzencewicz (1731-1826), primer arzobispo de Mogilev San Petersburgo en 1783, que donó dinero y la tierra donde solía estar su residencia. La iglesia, construida entre 1823 y 1825, es obra del arquitecto italiano David Visconti. Tiene una capacidad de setecientas personas. Un año después de la consagración, el arzobispo fue enterrado allí. Esta fue la segunda iglesia católica que se construyó después de la de Santa Catalina en Nevsky Prospekt. La parroquia tenía 10.200 fieles en la víspera de la revolución de 1917. Tenía una escuela parroquial y un centro de caridad. El obispo Antoni Malecki (1861-1935), que fue deportado a Siberia en 1930, ofició allí desde 1887 hasta 1921. Una placa recuerda su memoria en la iglesia.
Tras la caída del comunismo la iglesia fue registrada nuevamente en 1992.